# The Quaker Girl

## L'opera
The Quaker Girl (La piccola quacchera) è una commedia musicale in tre atti, scritta da Adrian Ross e Percy Greenbank, con libretto di James T. Tanner e musiche di Lionel Monckton. Nell'opera si mette in contrasto la severa moralità del quaccherismo con il mondo sfavillante di Parigi.
Il musical debuttò a Londra, al teatro Adelphi, il 5 novembre del 1910 ed ebbe 536 repliche. Nell'edizione parigina del 1911 i protagonisti furono Gertie Millar, Hayden Coffin (22 aprile 1862-8 dicembre 1935) Phyllis Dare e Joseph Coyne (27 marzo 1867-17 febbraio 1941).

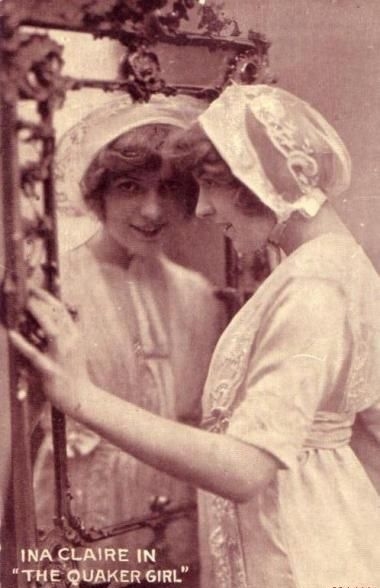
Ina Claire nella versione di Broadway del 1911

Una successiva edizione debuttò a Broadway il 23 ottobre 1911. 
Il 24 novembre 1913 La piccola quacchera va in scena con Gea della Garisenda al Teatro Reinach di Parma.
Nel 1944 ne fu fatta una versione rivisitata che debuttò al London Coliseum il 25 maggio, ma dovette essere interrotta a causa delle bombe. A conflitto finito, nel 1945 si riaprì il tour che toccò diverse città inglesi fino al dicembre 1948.
La pièce è particolarmente amata dalle compagnie amatoriali e dal 1920 al 1990 è stata rappresentata più volte, benché da allora sia divenuta più sporadica.

## La trama
Nathaniel e Rachel sono due quaccheri piuttosto pieni di sé a capo di una piccola comunità quacchera in un piccolo villaggio inglese del XIX secolo, la loro nipote Prudence, invece, sogna una vita più eccitante e qualcuno di cui innamorarsi. Nel villaggio un giorno arriva la Principessa Matilde, una nobile francese in esilio, per lei spasima il capitano Charteris che desidera sposarla nella chiesa del villaggio nonostante Matilde sia già impegnata. Il capitano non è solo, con sé ha Tony Chute, un membro dell'ambasciata americana e Madame Blum, una sarta parigina. Quando Tony incontra Prudence si sente attratto da lei e viene ricambiato dalla giovane. Nel frattempo la sarta viene colpita dal fascino semplice degli abiti grigi di Prudence e le chiede di accompagnarla a Parigi. Intanto il capitano e Matilde si sposano e la giovane, che è presente alla cerimonia, viene coinvolta dal clima di festa e si lascia andare ad un bicchiere di champagne. Non appena accosta il bicchiere alle labbra gli zii irrompono ordinandole di abbandonare quel luogo di peccato, Prudence però fa una scelta diversa, decide di seguire Madame Blum in Francia e viene disconosciuta dalla propria famiglia.
Il secondo atto si apre con Prudence che fa l'indossatrice al negozio di Madame Blum ed il suo stile sobrio è diventato una mania per ogni giovane parigina, tanto che è diventata piuttosto famosa anche per gli uomini attirando l'attenzione del Principe Carlo, ex-fidanzato di Matilde e di Monsieur Duhamel, un senatore. A Parigi vive anche Diane, un'attrice dal temperamento sanguigno, ed ex-fidanzata di Tony decisa a mettere fine alla nascente relazione fra il ragazzo e la giovane quacchera. Diane è in possesso di diverse lettere d'amore, scritte dal Principe, dal senatore e dallo stesso Tony, un giorno, mentre Prudence fa da modella per diversi abiti le fa scivolare in tasca le lettere di Tony, non accorgendosi di averle scambiate con quelle di Duhamel, concludendo così il secondo atto.
Quando il Principe organizza un ballo si premura di invitare tutte le dipendenti di Madame Blum, ma Tony, conoscendo la fama di seduttore del nobile, prega Prudence di non andare, la ragazza acconsente e i due si baciano per la prima volta. Matilde però, che essendo stata bonapartista deve vivere in incognito e lavora per la sarta, è ancora inseguita dal capo della polizia e Carlo, entrando un giorno nella bottega la riconosce ed usa quest'informazione per ricattare le giovani; se Prudence non andrà al ballo con lui Matilde verrà consegnata a Monsieur Larose. Per salvare l'amica Prudence acconsente e quando Tony la vede al ballo si infuria perché si sente tradito. In un qualche modo la ragazza si libera di Carlo e trova l'altro suo pretendente Duhamel, quando gli mostra le lettere questi l'accusa di volerlo ricattare perché Matilde possa restare in Francia. Prudence però lo rassicura dicendo che voleva solo ridargli ciò che era suo e l'uomo, convinto della sua buona fede, dice che intercederà per la principessa. Intanto Tony apprende tutta la storia e chiede perdono a Prudence per aver dubitato di lei, riappacificatisi i due partono per l'America.

## Brani musicali
Atto I
- We've such a tale to tell Mrs. Lukyn
- While our worthy village neighbours coro
- Wonderful Principessa Matilde e Capitano Charteris
- A Runaway Match Principessa Matilde, Capitano Charteris e Phoebe e Tony Chute
- A Quaker girl Prudence
- A bad boy and a good girl Prudence e Tony
- Tip-Toe Principessa Matilde, Capitano Charteris, Phoebe, Tony, Madame Blum e coro
- Just as Father used to do Jeremiah e coro
- It's a wedding day

Atto II
- In this abode
- Oh Thereabouts Phoebe (musica di Hugo Felix (19 novembre 1866-24 agosto 1934)
- On Revient de Chantilly coro
- Come to the Ball Principe Carlo e coro
- A Dancing lesson Prudence e Tony
- Barbizon Matilde, Capitano Charteris, Phoebe, Mrs Blum e Jeremiah
- Ah!Ha!Monsieur Larose
- Couleur de rose
- Mr. Jeremiah, Esquire!
- Get Away, I'm a married man Tony (musica di Clifton Crawford)

Atto III
- Tony, from America Prudence
- Something to tell Tony (parole e musica di Clifton Crawford)
- The First dance Prudence e Tony
- Love, I have met you